# Zio Paperone e la superbenzina
Zio Paperone e la superbenzina (Donald Duck "Boat Buster"), nota anche come Rockerduck: la prima sfida, è una storia a fumetti del 1961 scritta da Carl Barks; vi compare per la prima volta il personaggio di Rockerduck che, nelle storie di produzione italiana, divenne il principale avversario di Paperon de' Paperoni.

## Trama
Rockerduck e Paperone litigano su chi dei due produca la benzina migliore. Decidono di prendere parte a una gara di motoscafi per decretare in modo insindacabile di chi sia il prodotto migliore. Zio Paperone afferma che qualunque pilota, con la sua benzina, potrebbe vincere, e per dimostrarlo decide di sorteggiare il pilota lanciando un sassolino tra un gruppo di persone: la scelta ricadrà sul nipote Paperino. Temendo che il nipote non si riveli all'altezza del compito, Paperone ingaggia altri novantanove piloti, ognuno dei quali utilizza la sua benzina. Dopo una serie di avventure rocambolesche (Paperino, distrutto il proprio motoscafo, giunge al punto di usare come natante un materasso), il protagonista si ritrova con un motore fuoribordo incastrato sulla schiena a vincere, suo malgrado, la corsa. Paperone esulta, ma la sua gioia è di breve durata: infatti, si scoprirà che il propulsore con il quale Paperino aveva tagliato il traguardo per primo non fosse il suo, bensì quello perso da un altro concorrente durante un maxitamponamento: controllando il numero del motore, risulterà che tale motore era l'unico ad usare la benzina di Rockerduck, che così vincerà la sfida.